# زمین‌لرزه ۱۶۷۹ ارمنستان
زمین‌لرزه ۱۶۷۹ ارمنستان ((به ارمنی: 1679 թվականի Երևանի երկրաշաժ) انگلیسی: 1679 Armenia earthquake; زمین‌لرزه ایروان یا زمین‌لرزه گارنی) در تاریخ ۴ ژوئن ۱۶۷۹ در ایروان منطقه ارمنستان، سپس بخشی از صفویان) به وقوع پیوست.
در نتیجه زمین‌لرزه ساختمان‌های بیشماری ویران شدند. در شهر ایروان بیشتر سازه‌های مهم آسیب دیدند. دژ ایروان به کلی ویران شد، کلیساهای که نیز ویران شدند عبارت بودند از: پوغوس-پطروس، کاتوغیک، زوراور و چاپل گتسمانه.
علاوه بر این، روستای کاناکر، در حومه ایروان به کلی ویران شد. معبد گارنی متعلق به دوره کلاسیک هلنیستی همچنین فرو ریخت. در میان آنها کلیساها و صومعه‌های بودند که ویرانی‌های کمتری داشتند که عبارتند از: هاوُتس تار، صومعه سارگیس مقدس اوشی، هووهانناوانک، صومعه گغارد، و صومعه خور ویراپ بودند.